# Die Grotte
Die Grotte ist ein deutsches Fernsehspiel von Michael Kehlmann aus dem Jahr 1963 nach dem gleichnamigen Schauspiel von Jean Anouilh (französischer Originaltitel: La Grotte).

## Handlung
Im Haus eines Grafen wird die Köchin Jeanne-Marie ermordet. Ein Kommissar ermittelt und findet heraus, dass der Graf vor vielen Jahren ein Verhältnis mit der Köchin hatte. Als er dies beendete, begann sie eine Beziehung mit Leon, dem Kutscher des Grafen – einem brutalen Kerl, mit dem sie sich oft stritt und der nun unter Mordverdacht gerät.
Durch einen Zeitsprung wird nun die Vorgeschichte dieses Mordes dargestellt: Die Küchenhilfe Adele, die schon seit sie zwölf ist arbeiten muss, ist eine verschüchterte junge Frau, die nur gewöhnt ist, Befehle zu befolgen. Der Kammerdiener Marcel hat Kontakte zum Besitzer eines Bordells in Oran und versucht vergeblich, Adele in die Prostitution zu vermitteln. Unterdessen kommt ein Gast ins Haus: Weil der Priester, der den beiden Söhnen des Grafen Lateinunterricht gibt, für längere Zeit krank ist, vermittelt Jeanne-Marie ihnen einen Ersatz, nämlich einen Seminaristen (also Priester-Anwärter), den sie angeblich aus ihrem Heimatdorf kennt. Tatsächlich handelt es sich aber um Jeanne-Maries Sohn. Der Seminarist und Adele verlieben sich ineinander, und Jeanne-Marie versucht, eine Beziehung zwischen den beiden zu verhindern, um die Priesterkarriere ihres Sohnes nicht zu gefährden. Er versucht vergeblich, gegen seine resolute und herrische Mutter zu rebellieren.
Was der Seminarist nicht weiß, ist, dass Adele von einem anderen Mann schwanger ist. Jeanne-Marie macht einen Trank, durch den das Kind abgetrieben werden soll. Der Seminarist ist wütend und klagt seine Mutter wegen dieser Sünde an. Adele verrät den Vater des Kindes zunächst nicht, später gibt sie zu, dass der Kutscher Leon sie vergewaltigt habe und sie dies aus Scham verschwieg. Ein darauffolgendes Gespräch zwischen Jeanne-Marie und Leon artet zum Streit aus, bei dem beide ein Messer zücken. Der Seminarist kommt hinzu und will der Mutter das Messer entwinden, doch in diesem Moment fällt das Licht aus – und als es wieder angeht, liegt Jeanne-Marie bereits schwer verletzt im Bett. Daher bleibt auch für die Zuschauer unklar, wer den Mord begangen hat.

## Thematik und Realitätsbezug
Das Stück vermischt zwei Realitätsebenen: Der Autor des Stücks tritt als Bühnenfigur auf und spricht sowohl mit den Zuschauern als auch mit den anderen Figuren. Den Zuschauern stellt er zunächst die Figuren vor, die noch „eingefroren“ auf der Bühne stehen. Zudem entschuldigt und rechtfertigt er sich dafür, das Stück nicht zu Ende geschrieben zu haben, sodass der Mord ungeklärt bleibt. Die Figuren weist er manchmal zurecht, weil sie ein Eigenleben entwickeln und nicht das spielen und sagen, was er vorgesehen hat. Besonders auf den Kommissar hat er es dabei abgesehen, da dieser sich zu sehr in den Vordergrund spiele und der Mord aus Sicht des Autors nur eine Nebensache ist: Das Stück ist im Kern kein Kriminalstück, sondern ein soziales Drama über die Entfremdung der sozialen Klassen voneinander sowie die prekären und teils von Gewalt geprägten Lebensverhältnisse der Bediensteten.
In der Schluss-Szene gibt der Autor gegenüber der tödlich verletzten Jeanne-Marie vor, der Graf zu sein, denn es tut ihm leid, dass der Graf selbst in dieser Lage nicht die Küche im Keller seines Hauses betritt, um Jeanne-Marie noch einmal zu sehen.

## Produktion
Der Film wurde vom Bayerischen Rundfunk produziert und am 19. Dezember 1963 erstmals ausgestrahlt.

## Rezeption
Die Rezensionen fielen unterschiedlich aus:
So schrieb das Hamburger Abendblatt: „Jean Anouilh [...] übertrifft sich diesmal selbst. Es gelingt ihm nicht nur, sein Publikum zu amüsieren, sondern es mit eben noch heiter lächelnder schwarzer Magie in fröstelndes, ratloses Erschrecken zu versetzen. Das einzige, was dieser Autor noch braucht, um zu überzeugen, sind eine Handvoll erstklassiger Schauspieler und ein Regisseur, der sich seiner theatralischen Zurschaustellung menschlicher Schwäche aus der französischen Tradition verwandt fühlt. Michael Kehlmann und seine vier Hauptakteure Schroth, Drews, Krottendorf und Giani sorgten für die fällige Rehabilitierung des französischen Dichters, der auf seine scheinbar zynisch verspielte, ureigene Manier sich als Moralist reinsten Wassers und als Menschenkenner zugleich zu erkennen gibt.“
Die Zeitschrift Gong meinte: „Der BR versammelte eine brillante Besetzung um den Regisseur Michael Kehlmann, aber auch dadurch war das Stück nicht zu retten. Es blieb langwierig, unübersichtlich [...]. Keine Figur will stimmen, nicht einmal die Köchin, die doch die Zentralfigur sein sollte und an die der Autor noch die meisten Überlegungen verschwendete. Das Küchenmädchen ist die einzige Figur, die unsere Teilnahme weckt [...]. Die ordinäre Sprache, die den Dienstboten zugeschrieben wurde vom Autor, klang lächerlich. [...] Es war reiner Unfug, dieses Stück aufzuführen. Auch die beste Besetzung (die hier aufgeboten wurde) kann dieses Fehlleistung des berühmten Stückeschreibers Anouilh nicht notwendig für eine Bildschirmsendung machen.“